# Eggenthal (Heidenheim)
Eggenthal ist ein Gemeindeteil des Marktes Heidenheim im Landkreis Weißenburg-Gunzenhausen (Mittelfranken, Bayern). Eggenthal liegt in der Gemarkung Heidenheim.

## Lage
Die Einöde liegt in der Fränkischen Alb, 2 km südlich von Heidenheim und südlich von Mariabrunn in einem Seitental der Rohrach. Ein nahe Eggenthal entspringender Bach führt zur Rohrach. Westlich führt die Staatsstraße 2384 in Nord-Süd-Richtung vorbei.

## Name
Der Ortsname wird gedeutet als „Siedlung im Tal eines Ecco“; angesichts der Lage ist er nicht mit dem Mittelhochdeutschen „ecke, egge“ für „Ecke, Kante, Winkel“ in Verbindung zu bringen.

## Geschichte
Die Ansiedlung „Egental“, die kaum vor 900 entstanden sein dürfte, wurde im 13. Jahrhundert von Friedrich und seinem Sohn Otto von Truhendingen dem Kloster Heidenheim geschenkt; 1275 stimmten die beiden Brüder Ottos namens Friedrich von Truhendingen der Schenkung zu. 1320 inkorporierte dem Kloster der Eichstätter Bischof den bisher von der Eichstätter Kirche lehenbaren großen und kleinen Zehent von Eggenthal. 1400 bestand die Einöde aus zwei Gütern, acht Lehen und einigen Feldstücken, für die dem Kloster Reichnisse zu geben waren. Bei der Gründung von Mariabrunn in der ersten Hälfte des 15. Jahrhunderts wurde vom Kloster unter anderem Eggenthaler Äcker der Neugründung zugeschlagen. 1148 wird noch von 2 Höfen zu Eggenthal berichtet, die aber an einen Bauern zu Erbrecht verliehen wurden. Im 16. Jahrhundert (1513; 1544) ist nur noch von 1 Hof zu Eggenthal die Rede, der nach der Säkularisation des Klosters dem markgräflichen Klosterverwalteramt untersteht. 1616 heißt es: „Egenthal. Ein einziger baurnhoff;“ er ist dem Klosteramt vogt- und gültbar. Nach dem Dreißigjährigen Krieg sind Exulanten aus Oberösterreich als Besitzer des Eggenthaler Hofes nachweisbar.
1799 ist wieder von zwei Untertanen zu „Egenthal“ die Rede. Bis zum Ende des Heiligen Römischen Reichs bleibt Eggenthal beim Klosteramt, die Vogtei und die hohe Fraisch liegt jedoch – nach einem Beleg von 1732 – beim markgräflichen Oberamt Hohentrüdingen.
Am Ende des Heiligen Römischen Reiches unterstand Eggenthal mit seinen zwei Halbhöfen hochgerichtlich dem seit 1792 preußischen, ehemals markgräflichen Oberamt Hohentrüdingen und dem ehemals markgräflichen Klosterverwalteramt Heidenheim. Kirchlich war der Ort der evangelischen Pfarrei Heidenheim zugeordnet.
Die mit dem Markgrafentum Ansbach königlich-preußisch gewordene Einöde wurde infolge des Reichsdeputationshauptschlusses 1806 königlich-bayerisch. Als 1808 Steuerdistrikte gebildet wurden, kam Eggenthal mit mehreren anderen Einöden und Mühlen aus dem Besitz des ehemaligen Klosters Heidenheim in den Steuerdistrikt Heidenheim im Landgericht Heidenheim. Zwei Jahre später wurde aus dem Steuerdistrikt die etwas verkleinerte Ruralgemeinde Heidenheim, der ebenfalls Eggenthal angehörte. Durch das Gemeindeedikt von 1818 wurde Heidenheim wieder im Umfang von 1808 eine Gemeinde im gleichnamigen Landgericht.
1833 gehörten zu Eggenthal 14,3 Hektar Ackerland, 3,7 Hektar Wiese und 14,6 Hektar Wald.

### Einwohnerzahlen
- 1818: 14 Einwohner[12]
- 1824: 13 Einwohner, 2 Gebäude[12]
- 1837: 13 Einwohner, 3 Familien, 2 Wohngebäude[14]
- 1861: 12 Einwohner, 4 Gebäude[15]
- 1950: 7 Einwohner, 2 Gebäude[12]
- 1961: 13 Einwohner, 2 Wohngebäude[16]
- 1987: 13 Einwohner[17]
- 2011: 23 Einwohner[18]
- 2019: 10 Einwohner[1]

## Biotopkomplex Eggenthal
Etwa 500 Meter östlich des Dorfes liegt der Biotopkomplex Eggenthal, ein Talhang mit Kalk-Halbtrockenrasen, Hangquellmooren, Gebüschen und Hecken. Er beherbergt eine äußerst wertvolle und artenreiche Tier- und Pflanzenwelt und gehört zu den hochwertigsten Naturschutzflächen im Landkreis. Charakteristische Pflanzenarten sind unter anderem verschiedene Orchideenarten, die Davalls Segge, das Breitblättrige Wollgras und der Sumpf-Stendelwurz. Auch zahlreiche Schmetterlingsarten haben hier eine Heimat gefunden. Das Gebiet wurde 1985 vom Landesbund für Vogelschutz angekauft und hat sich seitdem durch weitere Käufe von 3,7 auf 15 Hektar vergrößert. Es wird vom Landschaftspflegeverband Mittelfranken und ortsansässigen Landwirten betreut, die es extensiv bewirtschaften.